# Battaglia di Meadow Bridge
La battaglia di Meadow Bridge (conosciuta anche come battaglia di Richmond Heights) è stata un episodio della guerra di secessione americana combattuta nel maggio 1864 in Virginia nel contesto della Campagna Terrestre del generale Ulysses S. Grant.

## Contesto
Dopo la vittoria ottenuta nella battaglia di Yellow Tavern la cavalleria nordista del maggiore generale Philip Henry Sheridan proseguì la sua avanzata verso sud in direzione della capitale confederata Richmond. Nonostante una violenza tempesta Sheridan continuò ad avanzare anche durante la notte e – superato un campo minato – arrivò a circa tre chilometri dall'obiettivo trovandosi di fronte le forze nemiche.

## La battaglia
Sheridan decise di attraversare le acque in piena del fiume Chickahominy nei pressi di Meadow Bridge, dove passava anche la Virginia Central Railroad. Il ponte tuttavia era stato sabotato dai confederati e Sheridan dovette inviare i militari del genio per ripristinarlo. Nel frattempo le truppe nordiste venivano sottoposte al fuoco dei soldati sudisti del maggiore generale Fitzhugh Lee.
Non appena i lavori sul ponte vennero completati, Sheridan lo attraversò e lo fece nuovamente distruggere per evitare che potesse essere utilizzato dal nemico per inseguirlo.

## Conseguenze
Sheridan concesse un po' di riposo ai suoi uomini per proseguire la marcia fino a Mechanicsville e da lì fino a Haxall's Landing, sul fiume James.